# Josep Maria Bernat i Colomina
Josep Maria Bernat i Colomina (Barcelona, 12 d'abril de 1925 - 26 de maig de 1992) va ser compositor de sardanes.

## Biografia
Estudià música amb el mestre, i amic, Fèlix Martínez i Comín (1944). Fundà i fou capdanser de la Colla sardanista Lliris Blaus de Barcelona, des del 1945 i fins a la seva dissolució el 1970; també va ser dansaire de l'Esbart de l'Orfeó Gracienc. Encara que es guanyà la vida fent de sastre, desenvolupà la seva faceta musical com a comentarista musical a Ràdio Miramar i Ràdio 4, fou fundador i vicepresident de la Unió de Colles sardanistes, assessor de l'associació Amics del Concerts de l'aCF.B., exercí d'articulista, de compositor, i com a director de diverses cobles. El 1979 s'inicià en la direcció musical en ocasió de la fundació de la Cobla Mediterrània (fins al 1992), i també efectuà aquesta tasca en la Cobla Juvenil de Bellpuig (1986-1992), la Cobla Sabadell (1988-1992) i la Tres Turons de Bellpuig.
Bernat va ser autor de trenta-sis sardanes i diverses altres obres per a cobla. La seva obra Quatre moviments en forma de simfonia és considerada com la primera simfonia per a cobla. Diverses de les seves sardanes foren guardonades en concursos: així, Scala Dei obtingué el premi Memorial Francesc Basil 1979, La balada dels cingles, el premi Centenari del Banc de Sabadell (1981), i Aloses fou premi Conrad Saló (La Bisbal d'Empordà, 1987).
En recorda el seu nom i la seva obra l'entitat Amics de Josep Maria Bernat, animada (fins al seu traspàs) pel que va ser gran amic seu, Fèlix Martínez i Comín i pel també compositor Jesús Ventura i Barnet. L'ajuntament de Bellpuig, conjuntament amb l'associació Músics per la Cobla, concedeix les Beques Josep M. Bernat per a joves instrumentistes de cobla (20 edicions fins al 2014). El compositor Joan Lluís Moraleda li dedicà la sardana a dues cobles Per tu, Josep Maria (1990), i Tomàs Gil i Membrado la sardana Patètica (1965).

## Obres

### Música per a cobla
- Dues cançons per a violoncel i cobla: Tendreses; Ave Maria
- Quatre moviments en forma de simfonia (1984), per a dues cobles i percussió (parts: Allegro moderato, Scherzo, Adagio, Allegro ma non tanto. Finale)
- Septenari i Pregària
- Suite número 1 (1969), per a dues cobles i percussió (Parts: Somnis trencats, Ahirs i Clarors)
- Un dia a la Noguera: poema cíclic (1992, estrenada pòstumament), per a dues cobles i percussió

També arranjà per a cobla música de Bach, Haendel, Mozart (Menuetto: Petita serenata nocturna), Schubert, Mendelssohn, Grieg, Txaikovsky i Ravel.

### Sardanes
- A la vila de Rubí (1978)
- A Manresa (1981)
- Aloses (1987), premi Conrad Saló
- Amor entre runes (1975)
- La balada dels cingles (1980), premi del concurs Centenari del Banc de Sabadell
- Bressolant (1963)
- Castelló de Farfanya (1964)
- Claustres del Carme (1987)
- Dedicatòria (1972), Premi de la Crítica en el concurs La Sardana de l'Any, dedicada a la colla Lliris Blaus
- L'Espluga de Francolí (1969), sardana del pubillatge
- L'esquirol (1970), per a dues cobles i timbales
- Fades i follets (1984)
- Faig i branca (1986)
- Juvenil (1989)
- Maria Teresa (1974), premi Sardana de l'Any 1976
- Mediterrània (1981), Premi de la Crítica de la Sardana de l'Any 1983
- Més enllà (1966)
- La nit (1987), inspirada en un cicle de lieders de Franz Schubert
- Os de Balaguer (1976), premi Joaquim Serra
- Perseverança (1977), premi de Crítica de la Sardana de l'Any 1978
- Pins vora el mar (1965)
- Pluja a l'alba (1963)
- Presència (1987)
- Quan la nit se'n va (1965)
- Quasi un àngel (1967)
- Sant Jaume de Frontanyà (1981), Premi de la Crítica de la Sardana de l'Any
- Sardana d'infants (1982)
- Scala Dei (1979), premi Francesc Basil
- Tampoc no tenim por (1989)
- Transparències (1992, estrenada pòstumament)
- L'últim adéu (1964), en la mort de la seva mare
- Un matí d'hivern (1970), dedicada a Molins de Rei
- Un racó del claustre (1961), primera sardana, lletra del mateix autor
- Una vegada hi havia... (1976)
- La Vall d'Ordino (1966)
- Vallarnau (1975)